# Tonnara di Scopello
La tonnara di Scopello è una delle più importanti e antiche di tutta la Sicilia; fu edificata non prima del XIII secolo e notevolmente ampliata dalla famiglia Sanclemente nel corso dei secoli XV e del XVI. Passò quindi alla Compagnia di Gesù e infine alla famiglia Florio. Si trova nel territorio di Castellammare del Golfo in corrispondenza dei faraglioni di Scopello.

## Storia
All’epoca dei Sicilia normanna, un geografo arabo alla corte di Ruggero II di Sicilia, Idrisi, verso la seconda metà del XII secolo descrisse la Sicilia, non fa particolare menzione di Scopello e questo fatto ci induce a ritenere che dovesse, a quel tempo, essere poco popolato o abitato soltanto stagionalmente per l'esercizio di una piccola tonnara. Il territorio dove sorgeva il malfaraggiu o marfaraggiu (vocabolo di indubbia origine araba), ossia il fabbricato per la ciurma e per il deposito della tonnara, che aveva iniziato l'attività nel XIII secolo, apparteneva al demanio di Monte San Giuliano. Rimase proprietà demaniale fino al XV secolo: il 1º marzo 1442 fu concesso infatti - dal procuratore generale di Alfonso V d'Aragona Gisberto de Sfar - a Simone Mannina, per 40 onze con la clausola della restituzione presso il notaio palermitano Pino de Ferri. Alla sua morte passò alla figlia Bartolomea che la apportò per matrimonio a Giovanni Sanclemente il quale, impiegandovi parte del suo patrimonio, volendola rendere più efficiente, ne ottenne concessione perpetua con la facoltà di ampliarla da parte di Lope III Ximénez de Urrea y de Bardaixi, viceré di Sicilia, con privilegio del 28 marzo 1468; solo a partire da questa data si può parlare di una tonnara vera e propria.

Risalgono al 1461 alcune sentenze emanate dalla corte vescovile di Palermo in favore del vescovo di Mazara al quale venivano negate le rendite delle tonnare di Cofano, Scopello e san Nicola in Favignana dai rispettivi proprietari, i nobili Bartolomeo de Carissima, Giovanni Sanclemente e Filippo Crapanzano, i quali, convocati a Palermo insieme con il procuratore del vescovo mazarese, dichiaravano che le tonnare delle quali erano proprietari erano esentate dal pagamento delle decime e che questa esenzione doveva essere rispettata. Nonostante tali dichiarazioni vennero condannati al pagamento delle decime arretrate e presenti nonché alle spese legali.Del diritto che aveva il vescovo di Mazara di ricevere le decime delle tonnare del trapanese ha scritto, nella sua Historia di Trapani, Giovan Francesco Pugnatore sul finire del XVI secolo: 
(Giovan Francesco Pugnatore, Istoria di Trapani)
A Giovanni Sanclemente succedette il figlio Simone Sanclemente, barone di Inici, che ebbe la conferma della stessa successione con privilegio dato a Toledo il 18 luglio 1502. Il barone Simone Sanclemente ebbe, tra gli altri figli, Giuseppe Sanclemente, il primogenito, che pervenne in possesso dei due terzi della tonnara, e Giovanni Sanclemente, il terzogenito, a cui fu assegnata la rimanente parte; a Giuseppe succedette il nipote Simone Sanclemente (figlio di Giovanni Sanclemente) il quale però non ebbe discendenza, sicché alla sua morte la quota da lui posseduta passò alla madre Allegranza Sanclemente; Giovanni ebbe anche una figlia, Francesca, che ereditò la parte di tonnara del padre ma non ebbe discendenza; Allegranza divenne quindi unica proprietaria della tonnara (e di altre proprietà della famiglia Sanclemente) e, con testamento del 12 gennaio 1597, ne assegnò due terzi al Collegio dei Gesuiti ed un terzo al Monastero della Beata Vergine Maria del Santissimo Rosario sotto il titolo di sant'Andrea) di Trapani.
Quando nel 1767 fu soppressa in Sicilia la Compagnia di Gesù da Ferdinando III di Borbone su sollecitazione del Segretario di Stato Bernardo Tanucci, la loro quota della tonnara ridivenne possedimento demaniale, e fu in seguito acquistata alla somma di 20.000 scudi da Baldassare Naselli principe d'Aragona. Nel 1805 tuttavia i Gesuiti, ritornati in Sicilia, riuscirono a rientrare in possesso della loro quota. Un decreto di Giuseppe Garibaldi del 17 giugno 1860 scioglieva nuovamente la Compagnia di Gesù: tutti i beni e le proprietà della Compagnia diventavano così demanio del nuovo Stato unitario. Lo stesso nel 1866 per la quota del monastero trapanese.
Fu messa all'asta nel 1874 dall'intendenza di finanza di Trapani e acquisita per conto di otto comproprietari, con i 2/8 della tonnara alla famiglia Florio. Gli eredi di questi acquirenti ne sono ancora oggi i proprietari.
Di grande importanza economica per gli abitanti del luogo, la tonnara è stata attiva fino ai primi decenni della seconda metà del XX secolo.

## La struttura

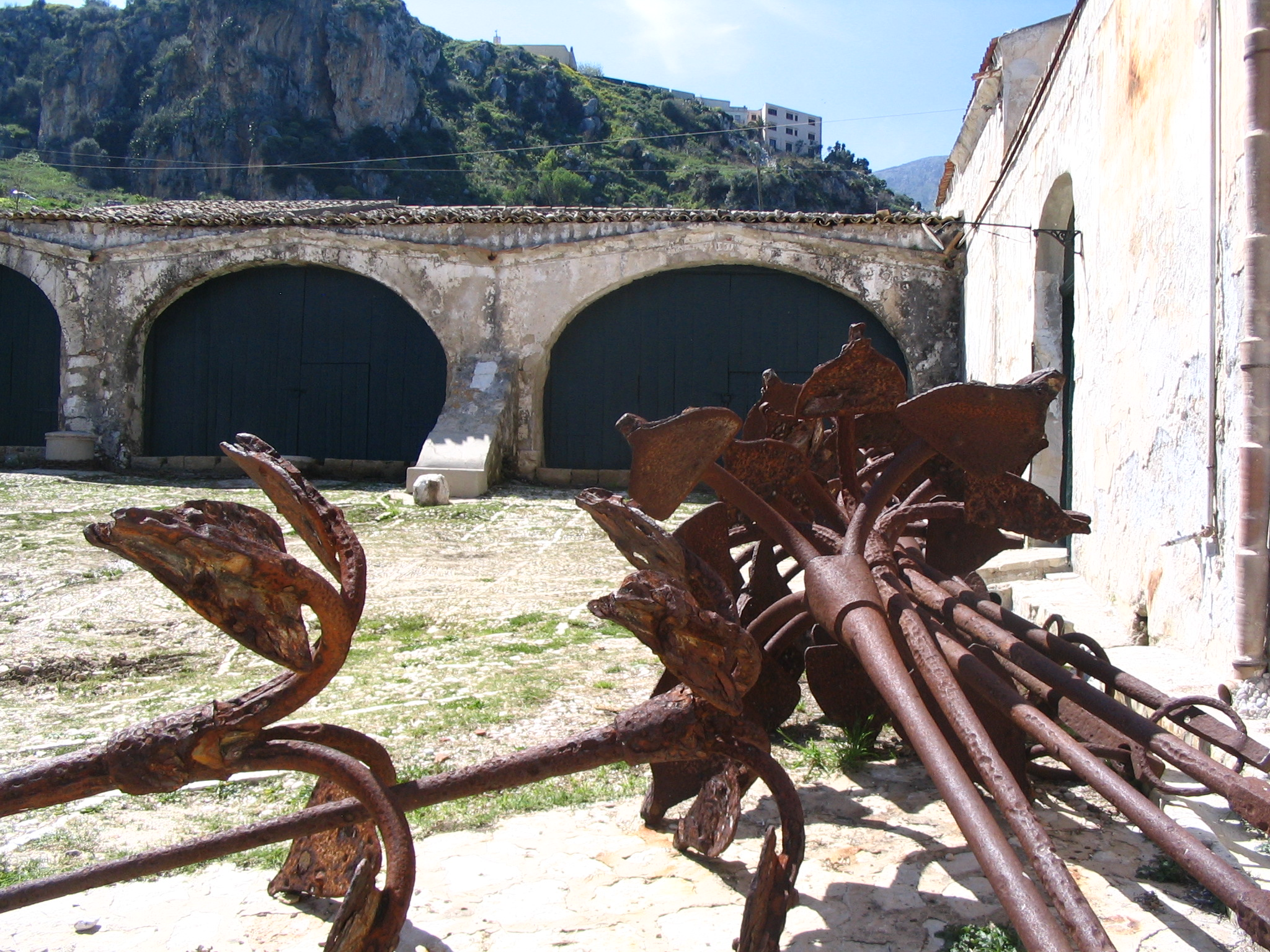
I magazzini della tonnara.

Sulle rocce sopra la tonnara sono visibili due torri, una del XIII secolo della quale rimangono solo le rovine facente parte del complesso della tonnara, e la seconda, del XV secolo, che fu progettata dall'ingegnere fiorentino Camillo Camilliani e che non ricade nel territorio di pertinenza della tonnara.

### Il nucleo iniziale
L'epoca di costruzione del primo nucleo e della torre situata sugli scogli non dovrebbe essere anteriore al XIII secolo, risultando evidente questa datazione dall'esame di alcune tecniche costruttive tipiche di quell'epoca: ad esempio quella adottata nella volta a piccoli conci che ricopre uno degli ambienti del marfaraggiu o nelle murature della stessa torre. Il nucleo più antico si individua facilmente nel corpo di fabbrica che sta addossato alla roccia sulla quale si eleva la detta torre di guardia: queste prime strutture furono costruite dal demanio regio e la torre serviva alla difesa della tonnara e del territorio di Scopello.

### Ampliamento realizzato dai Sanclemente
Fino al 1468, anno in cui Giovanni Sanclemente chiese ed ottenne la concessione perpetua della tonnara, il marfaraggiu di Scopello ha conservato dimensioni modeste. Grazie all'ampliamento da lui realizzato la tonnara ha assunto un aspetto non molto dissimile da quello attuale. L'intervento del patrizio trapanese comportò l'edificazione di tutti i corpi di fabbrica che circoscrivono, insieme all'antico nucleo, il baglio della tonnara; segnatamente:
- La casa del custode, detto bagghieri , figura di riferimento per tutti gli addetti alla tonnara;
- I magazzini nei quali venivano conservati attrezzi di piccole dimensioni e minuterie;
- Il magazzino del bottaio;
- La falegnameria;
- L'ampio magazzino destinato alla conservazione delle reti, delle gomene e dei cavi d'acciaio, sia quelli semplici sia quelli impatornati. Qui era riposta la leva, ovvero la fittissima rete che costituiva la camera della morte;
- Il magazzino del sale, con un soppalco in legno: qui veniva conservato il sale necessario alla conservazione, dentro i barili di legno, del tonno pescato;
- Il magazzino dei sugheri: qui, oltre ai sugheri, erano custoditi gli alberi delle imbarcazioni della tonnara e le palme, ovvero i lunghi elementi verticali che, con il loro movimento, avevano la funzione si segnalare a distanza le variazioni delle correnti marine;
- Una loggia, detta appenditoio, dove venivano appesi i tonni dopo il loro trasporto a terra per effettuare le varie fasi di lavorazione;
- Un magazzino da cui si ha la possibilità di imbarco direttamente nella caletta sottostante;
- Il magazzino attrezzato per l'allestimento delle reti;
- Il magazzino per il deposito di remi e timoni;
- Lo scagno, ovvero il locale dove veniva effettuata la paga della "decina" della ciurma;
- Il piccolo forno del custode[8].

### Ampliamento realizzato dai Gesuiti
Nel periodo in cui la tonnara rimase in possesso dei Gesuiti e del monastero del SS. Rosario di Trapani, furono apportati miglioramenti nei corpi di fabbrica già esistenti, fu costruita o ricostruita una chiesetta barocca. Vennero poi costruiti o quanto meno trasformati sia i magazzini per il ricovero delle barche sia il corpo di fabbrica destinato all'alloggio dei pescatori, segnatamente:
- Il forno e la taverna dove si distribuivano ai tonnaroti il pane, il vino e la legna per cuocere la ghiotta, ovvero il pesce minuto;
- Lo spazio destinato all'accatastamento della legna da distribuire alla ciurma;
- Il deposito delle masserizie;
- L'abitazione del rais, con annesso il magazzino delle catene e quello per la conservazione di materiale vario;
- L'alloggio per 40 tonnaroti con annessa la rimessa di "muciare", "caicchi" e delle "lance";
- Le cucine e i gabinetti;
- Le trizzane, ovvero le rimesse dei "palischermi"[9].

### Ampliamento realizzato dai Florio
Nel 1874, i 2/8 della tonnara furono acquistati da Ignazio Florio. A lui si deve, oltre ad opere di miglioramento generale, la sopraelevazione di uno dei corpi di fabbrica del baglio per potervi ricavare nuovi locali destinati all'amministrazione.

## L'attività

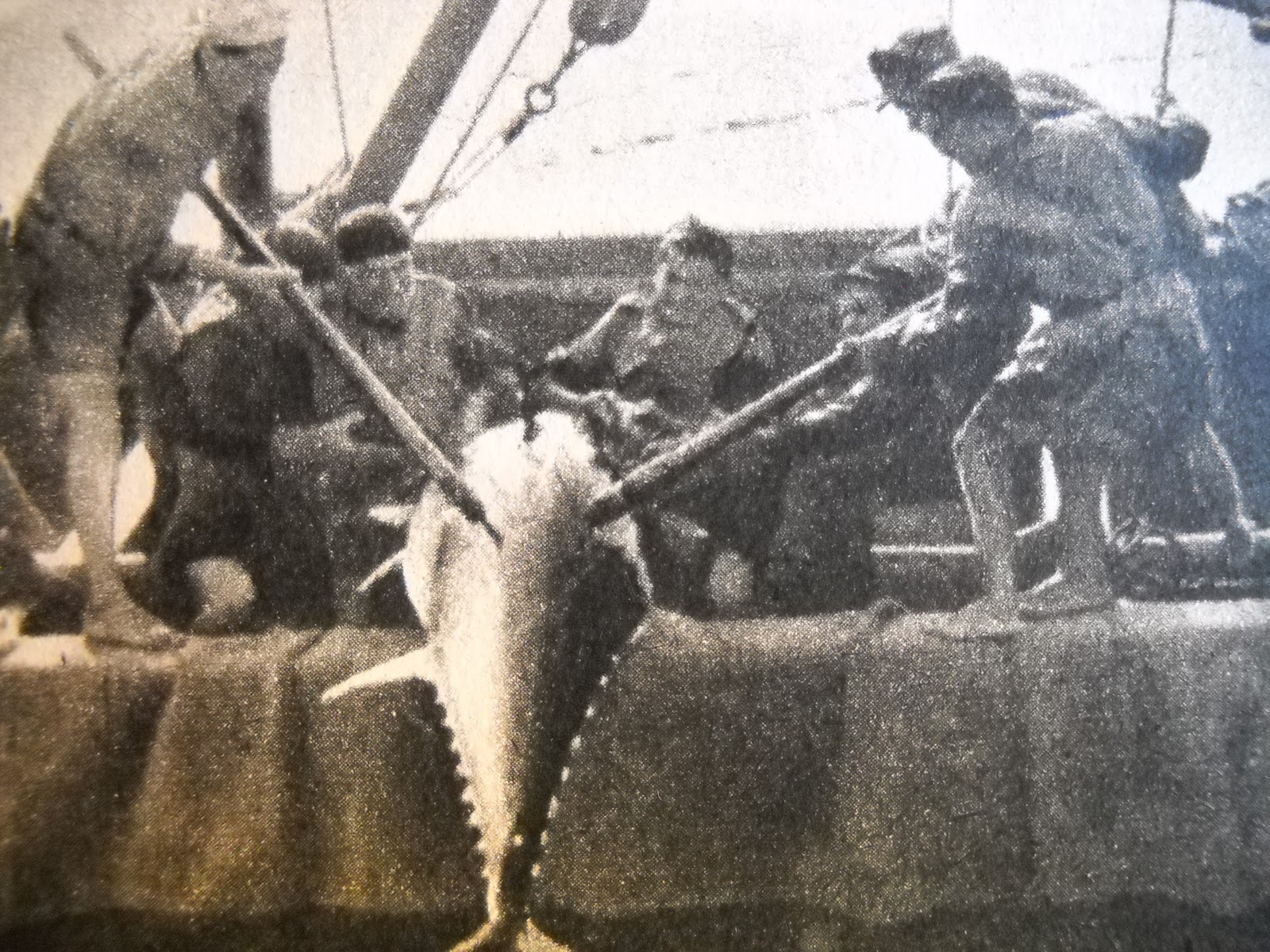
Pesca del tonno nei pressi della tonnara di Scopello (1947).

La più antica notizia documentata relativa all'attività della tonnara di Scopello può essere ricavata dal "Quaderno delle Gabelle", datato prima del 1312, che fa ipotizzare un esercizio organizzato della stessa tonnara già dal XII secolo. Una certa continuità dell'attività della tonnara è anche testimoniata da un atto notarile del 15 gennaio 1421, relativo a basi temporanee di pesca installate a Scopello: all'epoca la tonnara doveva però essere costituita da un complesso alquanto modesto dacché nel Liber de Secretiis del Barberi viene indicata come "tonnaria parva sive thonus maris". Non sono pervenuti dati relativi al reddito della tonnara sino alla fine del XVII secolo. Per quanto riguarda i due terzi di proprietà gesuitica, sappiamo che il profitto medio si aggirò sulle 500 onze annue, e raramente la gestione chiuse in passivo. Negli anni in cui, una volta espulsi i Gesuiti, la loro quota di tonnara fu venduta a Baldassare Naselli, la gestione andò in perdita. La tonnara, passata nel 1874 in proprietà al gruppo Florio, venne ulteriormente potenziata ed ammodernata: nel periodo compreso tra il 1896 ed il 1905, il valore del pescato oscillò dai 2480 ai 1043 quintali. Nel periodo successivo si ebbero forti variazioni del pescato annuo. Per quanto riguarda il periodo che va dal 1922 al 1962, vi sono dati più puntuali. Il pescato medio annuo risulta di tonni 472, con un minimo di 30 nel 1929 ed un massimo di 1335 tonni nel 1938. Successivamente nel decennio tra il 1961 ed il 1970, lo standard normale si assestava sui 600-800 quintali annui. Negli ultimi anni in cui la tonnara fu produttiva, l'annata migliore è stata quella del 1977 con un pescato di 700 tonni. Nel 1981 la tonnara fu prescelta per sperimentazioni biologiche.
Nel 1984 ci fu l’ultima mattanza, e la tonnara cessò definitivamente l’attività produttiva.